# You Have More Friends Than You Know
 (mars 2025).
You Have More Friends Than You Know (Tu as plus d'amis que tu ne le penses), est une chanson crée par Jeff Marx et Mervyn Warren. Elle a été créée pour l'Auditorium Hancher de l'Université de l'Iowa où a eu lieu la première de la tournée It Gets Better en 2013.
Marx a enregistré la chanson et a publié le single en ligne avec une version instrumentale, une partie des bénéfices étant reversée au Trevor Project, un projet caritatif ayant vocation à prévenir le suicide des jeunes LGBTQ+. Un ensemble d'autres versions sont présentées sur le site Web de la chanson, où les autres personnes touchées par la chanson sont encouragées à enregistrer leur propre version pour diffuser son message.
La série télévisée Glee a présenté une reprise de la chanson dans son épisode du 18 avril 2013 et chantée par Darren Criss, Melissa Benoist, Alex Newell et Chord Overstreet.